# Fallablemma
Fallablemma és un gènere d'aranyes araneomorfes de la família dels tetrablèmmids (Tetrablemmidae). Fou descrita per W.A. Shear el 1978.
Les espècies es troben a Samoa i a Indonèsia.

## Taxonomia
Segons el World Spider Catalog amb data de 15 de gener de 2019, té dues espècies reconegudes:
- Fallablemma castaneum (Marples, 1955)
- Fallablemma greenei Lehtinen, 1981